# Genevieve Bell
Genevieve Bell és una antropòloga australiana, coneguda per la seva feina d'intersecció de cultura i tecnologia. Bell és la directora d'Autonomy, Agency and Assurance (3A) Institut, co-fundat per la Universitat Nacional Australiana (ANU) i CSIRO Data61. Bell va obtenir la Càtedra Florence Violet Mckenzie, en honor de la primera dona enginyera elèctrica d'Austràlia. Bell és consellera a Intel, on anteriorment va actuar com a vice-presidenta del grup d'idees corporatives. Ha publicat àmpliament, i té 13 patents.

## Primers anys i formació
Filla d'una antropòloga australiana, Diane Bell, Genevieve Bell va néixer a Sydney. Va estudiar als Estats Units, on es va llicenciar en antropologia a Bryn Mawr College el 1990. Posteriorment va cursar un màster (1993) i un doctorat (1998) en antropologia a la Universitat Stanford a Palo Alto (Califòrnia). La seva tesi doctoral la va fer sobre Carlisle Indian Industrial School ubicada a la Pennsilvània rural a finals del segle xix i principis del XX.

## Carrera professional
Entre els anys 1996 i 1998, Bell va impartir cursos d'antropologia i d'estudis sobre natius americans a Stanford.
El 1998 Intel la va contractar per crear una àrea de recerca en ciències socials, dins del laboratori de recerca avançada i desenvolupament, situat a Hillsboro (Oregón). Bell va estudiar com les cultures d'arreu del món utilitzen la tecnologia. La feina de Bell a Intel va fomentar que la companyia se centrés en l'experiència de les persones usuàries, cosa insòlita fins aleshores. Gràcies a aquesta contribució, l'any 2008, l'empresa la va anomenar Intel Fellow, que és la seva distinció tècnica més elevada.
Dos anys més tard, el 2010, fou anomenada directora del nou grup de Recerca d'experiències de persones usuàries. Aquest grup va treballar en recerca sobre big data, e-mobilitat, tecnologia de la imatge, i idees sobre les emocions. El 2014 fou nomenada Vice-presidenta de l'Intel i el 2016 Senior Fellow.
El 2010 Bell va ser nomenada una de les 25 primeres dones actives en tecnologia per AlwaysOn i com una de les 100 persones de negocies més creatives per la revista Fast Company. El 2012, Bell va ser inclòs a la llista internacional de Women in Technology i el 2013, va ser nomenada Anita Borg’s Women of Vision in Leadership. Un any més tard, la revista Elle la va incloure a la seva llista de dones influents en tecnologia. i la van incloure en una exposició a London Design Museum on destacava el perfil de 25 dones de tot el món.
El 2011 es va publicar el seu primer llibre Divining a Digital Future: Mess and Mythology in Ubiquitous Computing escrit en col·laboració amb Paul Dourish, on explora aspectes socials i culturals de la computació ubiqua.